# Традиционные государства
Традиционные (исторические, церемониальные) государства — особый род политической, социальной и культурной организации в ряде государств, при котором частью прав и прерогатив государственной власти наделены институты, не относящиеся к высшим, центральным и местным административным органам, но параллельно выполняющим часть функций каждого из этих уровней государственной власти. Не стоит путать с термином чифдом (вождество) — хотя современном мире они занимают схожее положение, родо-племенная организация стоит на более низкой ступени эволюции общественного устройства.
К Т. Г. не относятся эмираты ОАЭ и султанаты Малайзии, так как каждый султанат или эмират является субъектом федерации, то есть осуществляет свой суверенитет напрямую. 

Джокьякарта представляет собой более сложный пример: она является субъектом федеративной Республики Индонезия, с особым статусом и наследственной формой правления, закрепленной за местной султанской династией. Тем не менее, статус Джокьякарты отличен от султанатов Малайзии или ОАЭ: она является Округом (а не султанатом), в которой по наследству передается пост губернатора (а не монарха). Таким образом, де-юре Султанат Джокьякарта, как и прочие султанаты Индонезии, не имеет никакого особого законодательного статуса в Республике Индонезия, а де-факто существует параллельно республиканскому административно-территориальному делению, что не оспаривается (а де-факто признается) центральными властями.

## Формирование
Формирование традиционных государств как особой институции началось в период колониальной экспансии европейских держав в Азии, Африке и Океании. Мелкие государства этих регионов, переживавшие период феодальной раздробленности, были объединены в крупные колонии. С целью упрощения системы управления завоеванными народами, во многих колониях была сохранена традиционная социальная и политическая организация, местным правителям оставлена часть суверенитета.
Во второй половине XX в. бывшие колонии постепенно трансформировались в независимые государства. Причем, в подавляющем большинстве случаев территория, этнический и религиозный состав получивших независимость государств достался им в наследие от колониальной эпохи, имел противоречивый и искусственный характер. Так, к примеру, бывший Британский Протекторат Нигерия включал в себя исламскую империю Сокото народов фульбе и хауса (на севере), христианские города-государства йоруба на юге и языческие королевства народа игбо на востоке. Такой пестрый состав новообразованного государства позволил сохранить традиционным правителям своё политическое и религиозное влияние — так как именно они (а не центральное правительство), представляют интересы конкретного народа, с его традициями, верованиями и культурой.
Правительства большинства образованных из бывших колоний государств не решились провести наступление на монархов, пользовавшихся огромным авторитетом среди местного населения. Там, где попытки такого наступления предпринимались (Чад и Уганда в 1960—1980-е гг., Конституционная поправка 1967 г. в Нигерии), они показали свою неэффективность, а традиционные правители вскоре были восстановлены в правах.

## Статус
«Традиционные государства» не являются субъектами международного права и объектами административно-территориального деления (за редким исключением). Их статус почти никогда не обозначен в конституции, а регламентирован отдельными законами, указами, а иногда только официальными заявлениями представителей высшей государственной власти. С другой стороны, в большинстве случаев центральные государственные органы власти (ровно как и представляющие её на местах институты), не будут считаться легитимными среди местного наслеления, если их законность не «утвердит» традиционный правитель. Также, если центральная государственная власть намеревается провести какие-либо преобразования, осуществить экономические либо социальные проекты на конкретной территории, она обязательно заручается поддержкой местного правителя. То же касается и выборов: поддержка традиционного монарха или вождя почти всегда обеспечивает кандидату поддержку местного электората.
Законодательно за Т. Г. закреплены функции самого разнообразного характера — исполнительные, судебные, религиозные, и даже законодательные (в основном, реализация норм обычного права, действующих строго на определенной территории) — что позволяет говорить о параллельном «государстве в государстве».
Традиционные государства также не следует рассматривать в качестве непризнанных государств — в отличие от последних, Т. Г. не ведут сепаратистской борьбы, никогда не заявляли о намерениях провозгласить суверенитет и добиваться международного признания (за исключением султаната Сулу).

## Реставрация исторических государств
Вопреки мнению ряда исследователей о декоративной, «туристической» функции Т. Г., они играют важнейшую роль в жизни народов, потерявших государственный суверенитет. Осознание этого привело к нескольким всплескам реставрации Т. Г. в различных частях мира.

Так, в ещё в 1970-е гг. были восстановлены султанаты на территории Республики Чад, а за эмирами и королями в Нигерии законодательно закреплено право на установление и сбор собственных налогов. К 2008 г. были восстановлены во всех правах королевства на территории Республики Уганды, лишенные своего статуса в 1960-е гг. В том же 2008 году, после ухода президента Сукарно, были реставрированы несколько султанатов на территории Индонезии (в том числе древнейший на территории страны султанат Палембанг, упраздненный ещё в 1825 г. голландцами).

## Список исторических государств

### Бенин
- Королевство Абомея (Дагомея)

### Ботсвана
- Королевство Бамангвато

### Буркина-Фасо
- Королевство Вогодого (ст. — Уагадугу)
- Королевство Ятенга (ст. — Гурси)

### Гамбия
- Королевство Мандинга

### Гана
- Федерация (империя) Ашанти (ст. — Кумаси):
  - Королевство Гу (Нкран)
  - Конфедерация Акуапем
  - Королевство Акропонг
  - Королевство Акваму
  - Королевство Акьем Абуаква
  - Королевство Акьем Котоку
  - Конфедерация Асантеман
  - Королевство Ассин Апименем
  - Королевство Ассин Атадансо
  - Королевство Боно-Текьиман
  - Королевство Денькира
  - Королевство Двабен
  - Королевство Манья Кробо
- Бывшие вассалы Ашанти:
  - Королевство Гонджа (Нгбанья)
  - Королевство Мампруси (Дагбамба)
  - Королевство Ва
  - Королевство Анло
  - Королевство Пеки
  - Королевство Дагомба (Дагбон)

### Индонезия
На территории страны находятся 64 небольших султанатов и княжеств.
- Молуккские острова: Султанат Тернате
- Молуккские острова: Султанат Тидоре
- о. Калимантан: Султанат Мемпавах
- о. Суматра: Султанат Дели
- о. Суматра: Султанат Палембанг
- о. Суматра: Султанат Риау-Линга
- о. Суматра: Султанат Сиак
- о. Ява: Султанат Джокьякарта
- о. Ява: Султанат Мангкунегаран
- о. Ява: Раджанат Пакуаламан (о. Ява)
- о. Ява: Сухунанат Суракарта

### Камерун
- Ламидат Адамаву
- Султанат Бамум
- Королевство Бафут
- Королевство Бан
- Королевство Банджун (Баменджун)
- Королевство Дуала
- Султанат Мандара (Мара)
- Ламидат Марва
- Ламидат Рей-Буба

### Демократическая Республика Конго
- Королевство Конго
- Королевство Куба
- Королевство Лоанго
- Королевство Луба
- Королевство Руунд (Луунда)

### Республика Конго
- Королевство Теке (Батеке) — упразднено в 1961 году, восстановлено в 1991 г.

### Кот-д’Ивуар
- Королевство Абронс

### Малави
- Королевство Малави

### Малайзия
На правах субъектов федерации, в состав Малайзии входит 7 султанатов и 2 княжества: Перлис и Негри-Сембилан. Последний, в свою очередь, является конфедерацией из 10 княжеств, статус которых де-юре никак не отражен законодательно в административно-территориальном делении страны. Таким образом, их можно рассматривать, как Т. Г.
- Княжество Рембау
- Княжество Джохол
- Княжество Джелебу
- Княжество Улу-Муар
- Княжество Терачи
- Княжество Гунонг-Пасир
- Княжество Джемпол
- Княжество Срименанти (удел верховного правителя Негери-Сембилан)
- Княжество Сунгей-Уджонг (10-е княжество, присоединилось к Конфедерации Девяти в 1895 г.).

### Мавритания
- Эмират Тагант
- Эмират Трарза

### Мозамбик
- Королевство Маньика

### Намибия
- Племенное объединение Аман
- Племенное объединение Дамара
- Племенное объединение Мафуэ
- Племенное объединение хей хауан
- Племенное объединение гереро
- Королевство Ндонга
- Королевство Квалууди
- Королевство Квангали
- Племенное объединение кваньяма
- Племенное объединение витбуи

### Непал
- Княжество Мустанг (Царство Ло): 28 мая 2008 года республиканскими властями Непала была упразднена реальная власть раджей Мустанга, однако в то же время центральное правительство подтвердило, что признает династию как «символ сохранения культуры», «со всеми традиционными привилегиями…». Таким образом, Мустанг пополнил список Т. Г.

### Нигер
- Султанат Дамагарам (Зиндер)
- Королевство Досо
- Хаусанское царство Асир (Аир)
- Хаусанское царство Бауре
- Хаусанское царство Занго
- Хаусанское царство Гобир (Тибири)
- Хаусанское царство Нинга
- Султанат Кавар
- Султанат Маради

### Нигерия
По Декрету о местных органах управления (1976) на правителей традиционных государств возложено руководство советами вождей при правительствах штатов, поддержание правопорядка, подтверждено их право на установление собственных налогов и их сбор.
Также, за годы независимости в политической жизни Нигерии укрепилась традиция, согласно которой высшие чиновники и лидеры крупнейших партий назначаются «советниками» при дворах традиционных правителей: через эту должность подданство политика тому или иному монарху как бы подтверждается напрямую (а не является лишь «этнографической» формальностью, как в других странах Африки). Практически все президенты независимой Нигерии через этот институт также формально находились в подчиненном к определенному монарху положении — что является юридическим парадоксом.

#### Государстваканури
- Империя Канем (Борну)

#### Государства народанупе
- Эмират Нупе (Бида)

#### Государства народаэдо
- Королевство Бенин

#### Государства йоруба
- Королевство Ойо
- Город-государство Адо-Экити
- Город-государство Ибадан
- Город-государство Иво
- Город-государство Игбон
- Город-государство Игбохо
- Город-государство Иджана
- Город-государство Исейин
- Город-государство Илла (Илфа)
- Город-государство Икерре
- Город-государство Икойи
- Город-государство Иле-Ифе
- Город государство Илеша
- Город-государство Исейин
- Город-государство Кету
- Город-государство Огбомошо
- Город-государство Оде Ондо
- Город-государство Ошогбо
- Город-государство Шаки
- Город-государство Эгбе (Эгба)

#### Государства игбо и родственных племен
- Города-государства, входившие в Конфедерацию Аро:
  - Город-государство Арочукву
  - Город-государство Аджалли
  - Город-государство Арондижуогу
  - Город-государство Игбене
  - Город-государство Бонни
  - Город-государство Брасс
  - Город-государство Калабар (Эфик-Эбурути)
  - Город-государство Нембе
  - Город-государство Опобо

- Независимые города-государства (королевства):
  - Королевство Абеокута
  - Королевство Агбор
  - Королевство Иджебу-Оде
  - Королевство Итсекири (Варри)
  - Королевство Эгбадо
  - Королевство Энугу

#### Города-государства (эмираты) народа хауса, вошедшие в империю Сокото
- Султанат Сокото
- Эмират Агоме
- Эмират Баучи (Раута)
- Эмират Бурми
- Эмират Буса
- Эмират Бенуэ
- Эмират Вангарава
- Эмират Гванду (бывшее царство Кебба или Кеббава, столица — Кебби)
- Эмират Гомбе
- Эмират Даура
- Эмират Джемаа
- Эмират Джос
- Эмират Дома
- Эмират Замфара
- Эмират Заззау (бывшее царство Зария) (столица — Зария)
- Эмират Илорин
- Эмират Йола
- Эмират Кадуна
- Эмират Казауре
- Эмират Кано
- Эмират Кассарава
- Эмират Кацина
- Эмират Кеффи
- Эмират Квотто
- Эмират Киама
- Эмират Контагору
- Эмират Лапаи
- Эмират Мури и Васе
- Эмират Нуман
- Эмират Хадеджиа
- Эмират Энгугу-Уку

#### Независимые государства хауса, возникшие после завоевания фульбе
- Царство Аргунгу (новая Кеббава, столица — Аргунгу)
- Царство Абуджа (новая Зария, столица — Абуджа)

#### Другие традиционные государства
- Конфедерация Аманваги
- Королевство Макурди

### Палау
На территории страны находятся 16 вождеств, которые соответствуют 16 штатам государства.

### Уганда
По Конституции 1995 года, четыре королевства (Буганда, Бусога, Буньоро и Рванзеруру) являются автономными административными единицами в составе Уганды.
- Королевство Алур
- Королевство Буганда- ликвидировано в 1966 г., восстановлено в 1993 г.
- Королевство Бусога — ликвидировано в 1967 г., восстановлено в 1993 г.
- Королевство Буньоро (Китара) — ликвидировано в 1967 г., восстановлено в 1993 г.
- Королевство Тесо
- Королевство Торо
- Королевство Анколе
- Королевство Рвензеруру — упразднено в 1967 г., восстановлено в 2008 г.

### Филиппины
- Конфедерация Ланао — 28 султанатов на острове Минданао
- Султанат Минданао (Магинданао)
- Султанат Сулу

### Чад
- Султанат Багирми — ликвидирован в 1960 г., восстановлен в 1970 г.
- Султанат Вадаи — ликвидирован в 1960 г., восстановлен в 1970 г.

### ЮАР
Королевство Квазулу — после падения режима апартеида в 1994 г., зулусам был предоставлен ряд гарантий, включавших признание церемониальных полномочий короля, а историческое селении зулусов Улунди становилось церемониальной столицей всей провинции Квазулу-Натал.

## Значение
По мнению исследователей, традиционные короли являются гарантами сохранения старой культуры перед лицом неопределенного будущего.